# Wielofunkcyjny Moduł Logistyczny

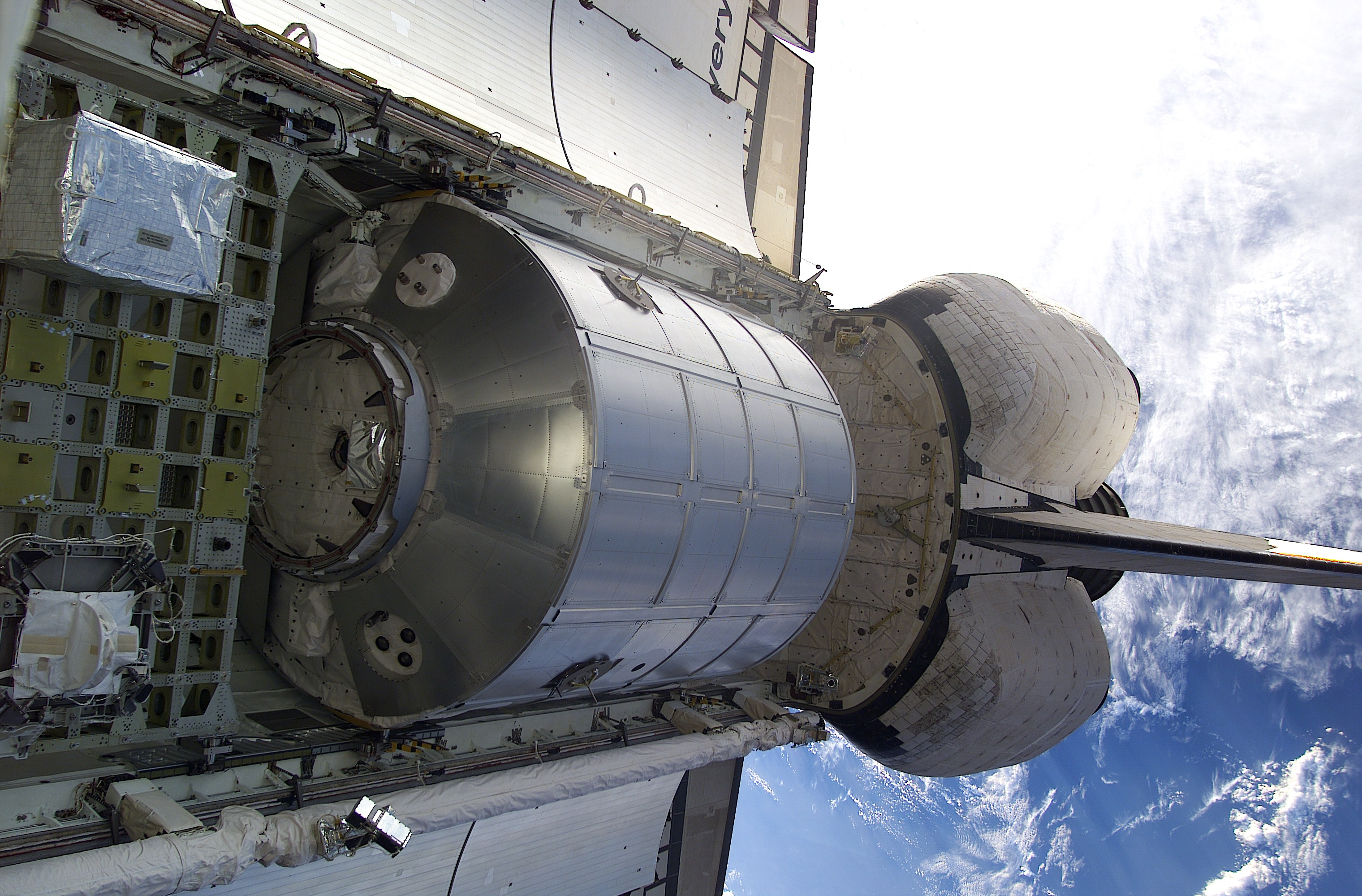
Leonardo MPLM w ładowni wahadłowca Discovery. Zdjęcie wykonane podczas misji STS-102 (10 marca 2001).

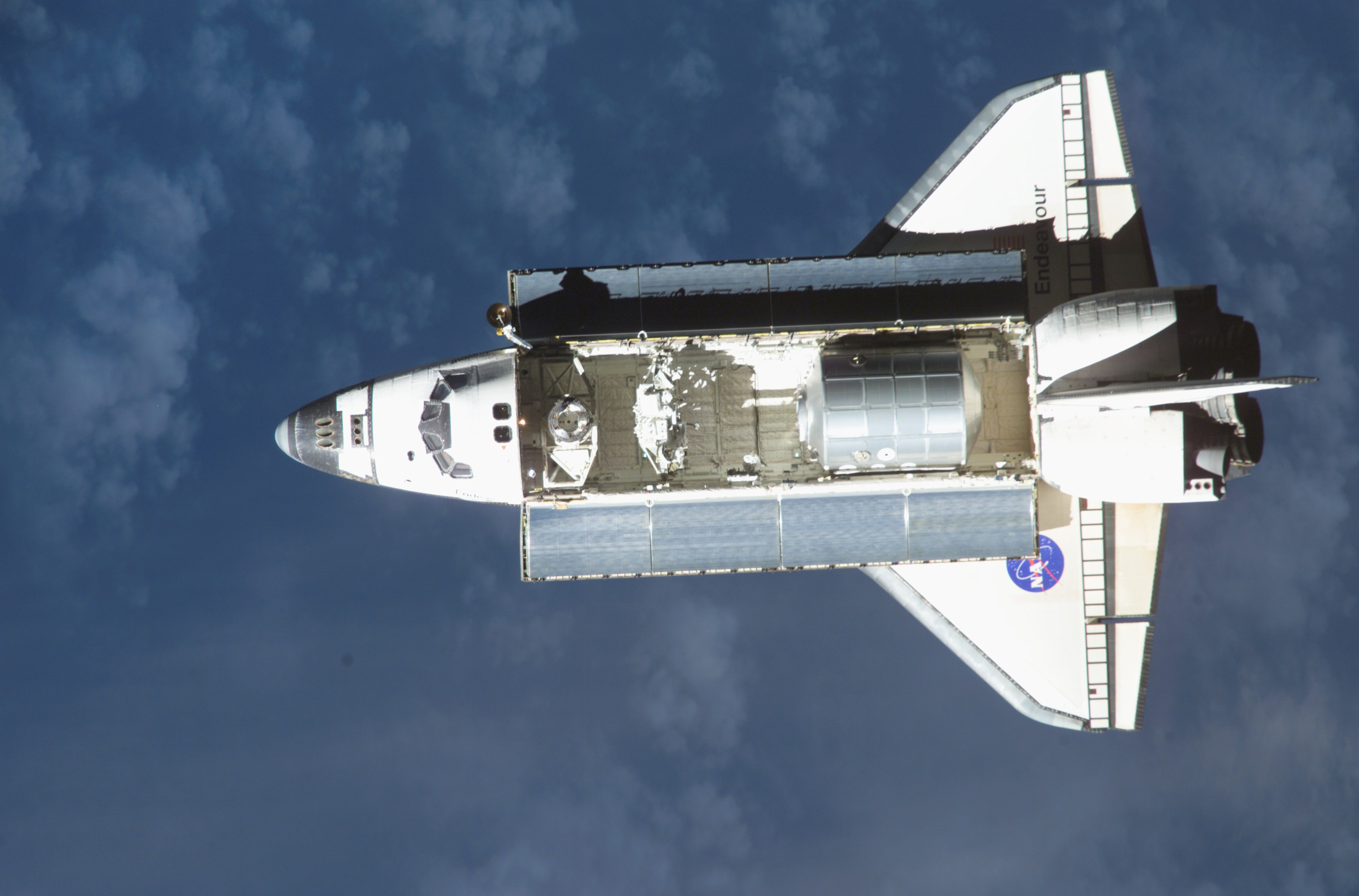
Endeavour przed dokowaniem podczas misji STS-111 z modułem Leonardo, 7 czerwca 2002

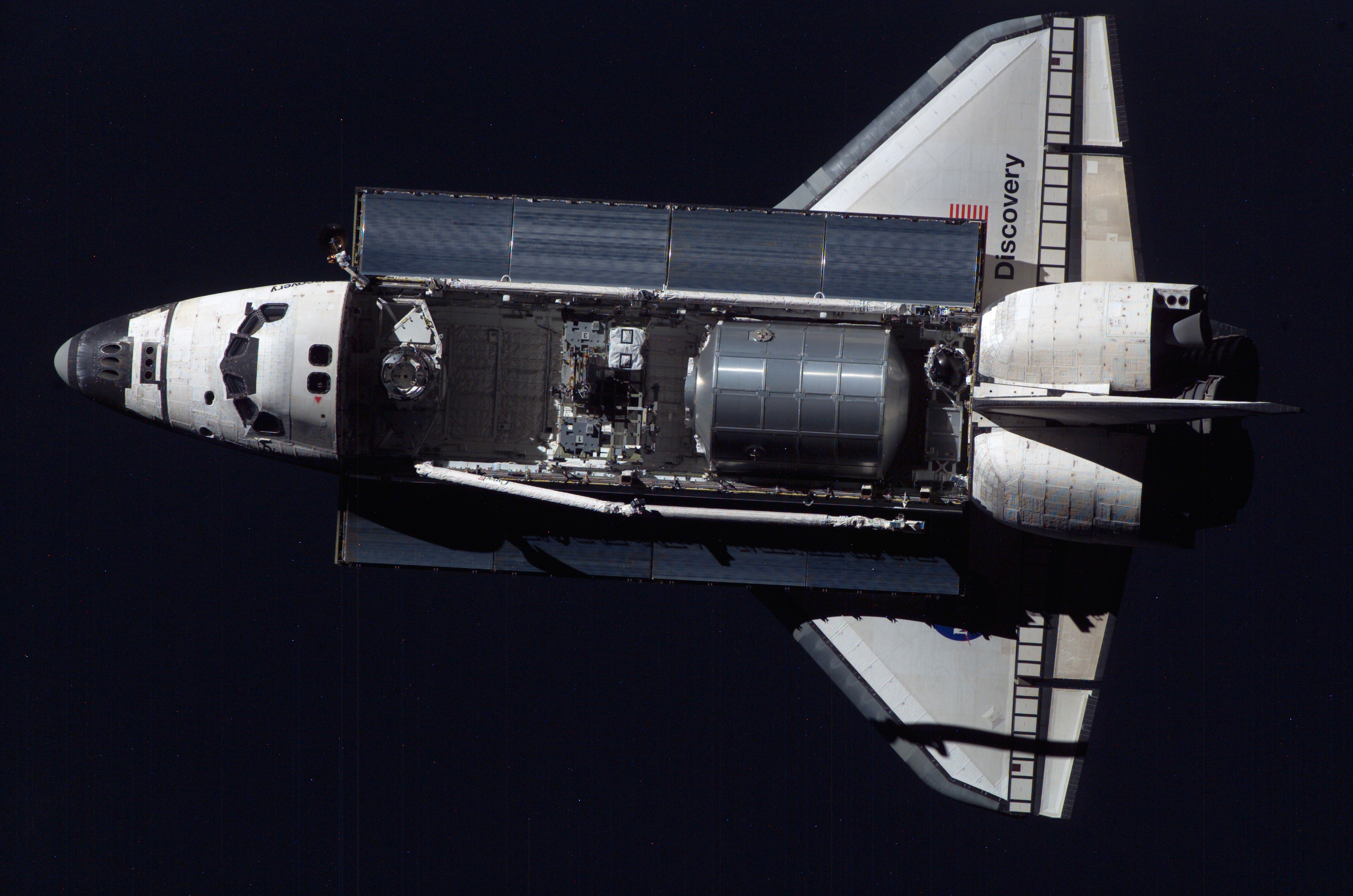
Wahadłowiec kosmiczny Discovery z otwartym przedziałem ładunkowym z modułem Rafaello podczas misji STS-114 lipiec 2005

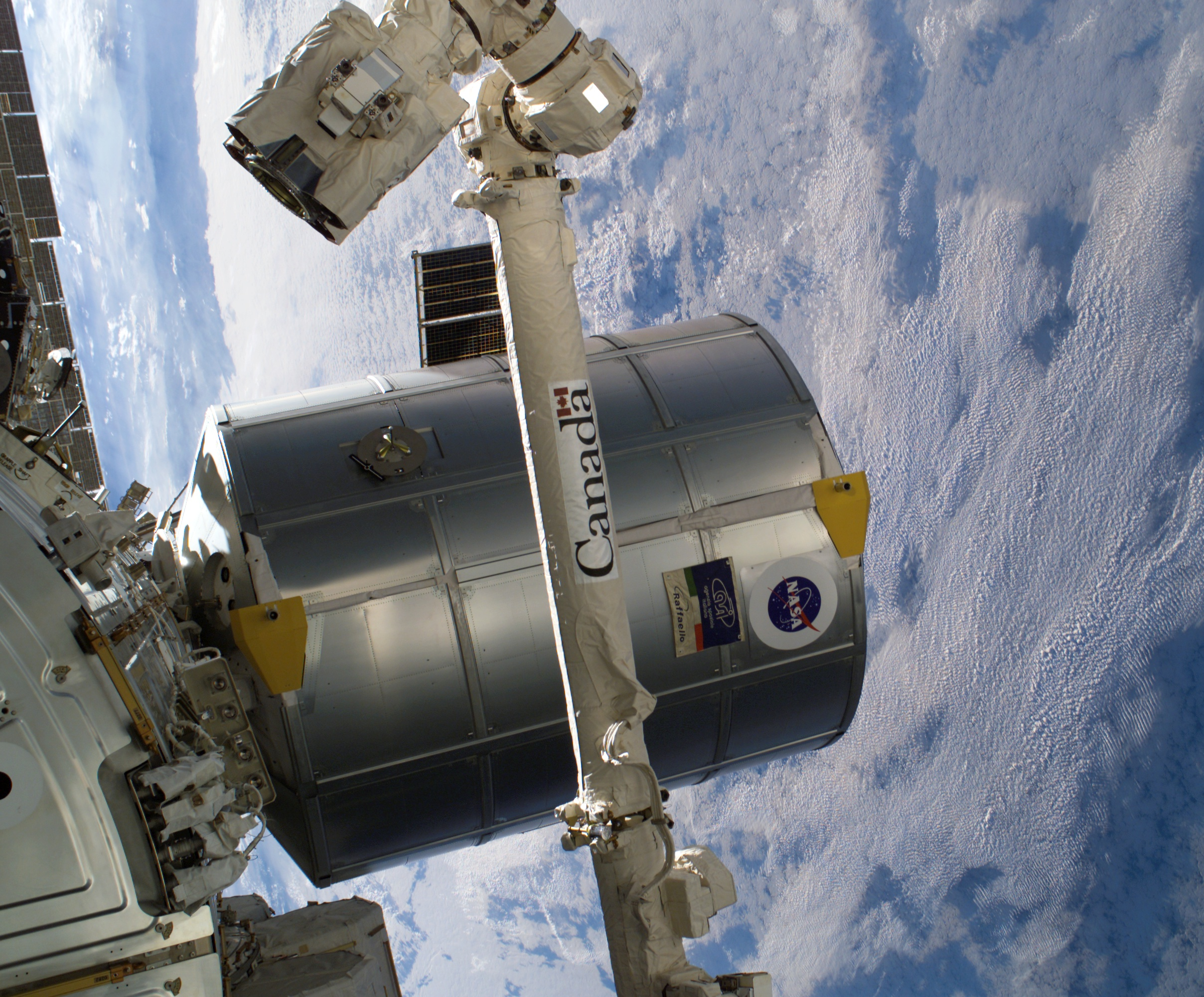
Moduł Rafaello podłączony do ISS podczas misji STS-114

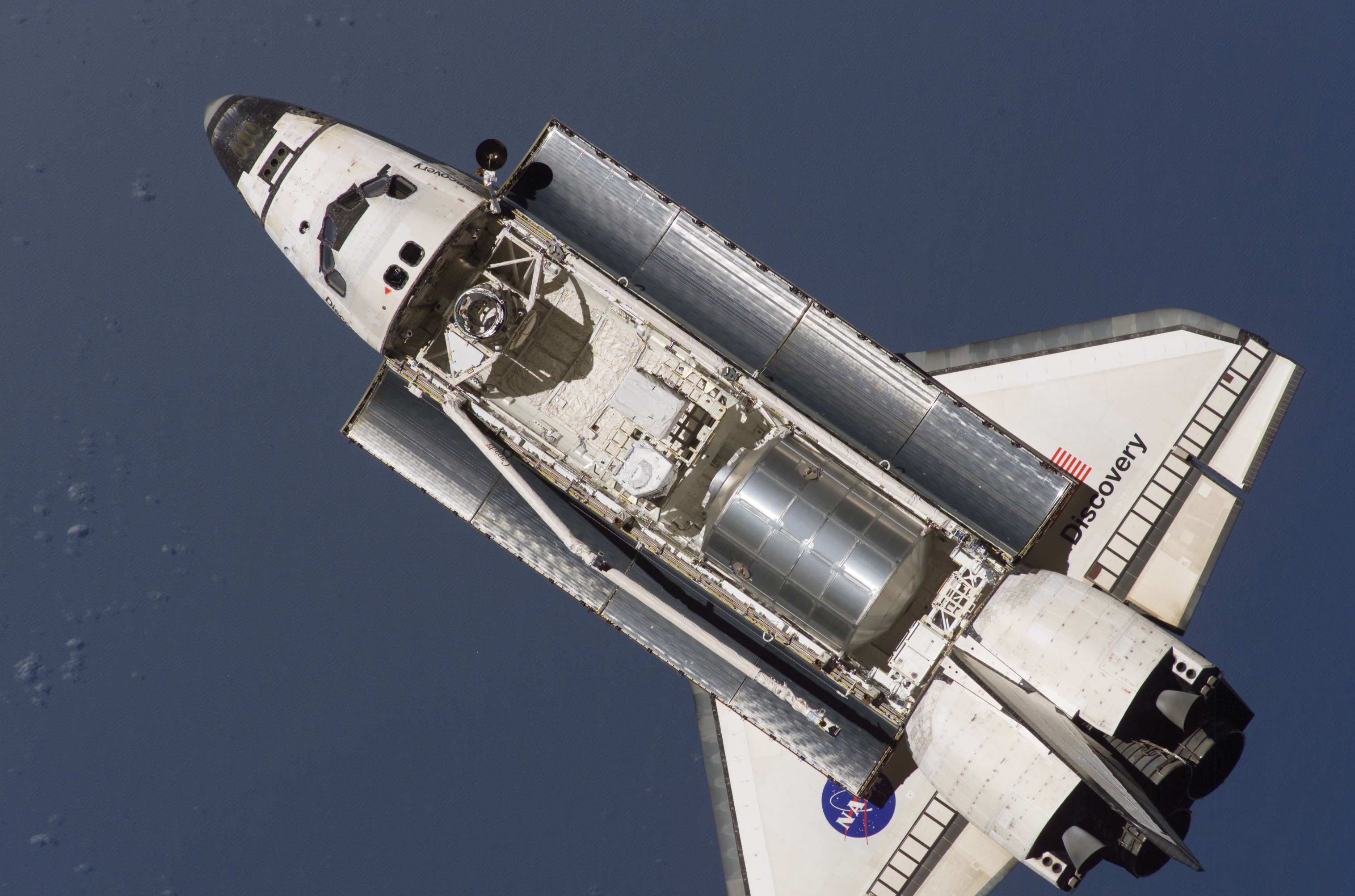
Discovery, STS-121, Leonardo, 6 lipca 2007

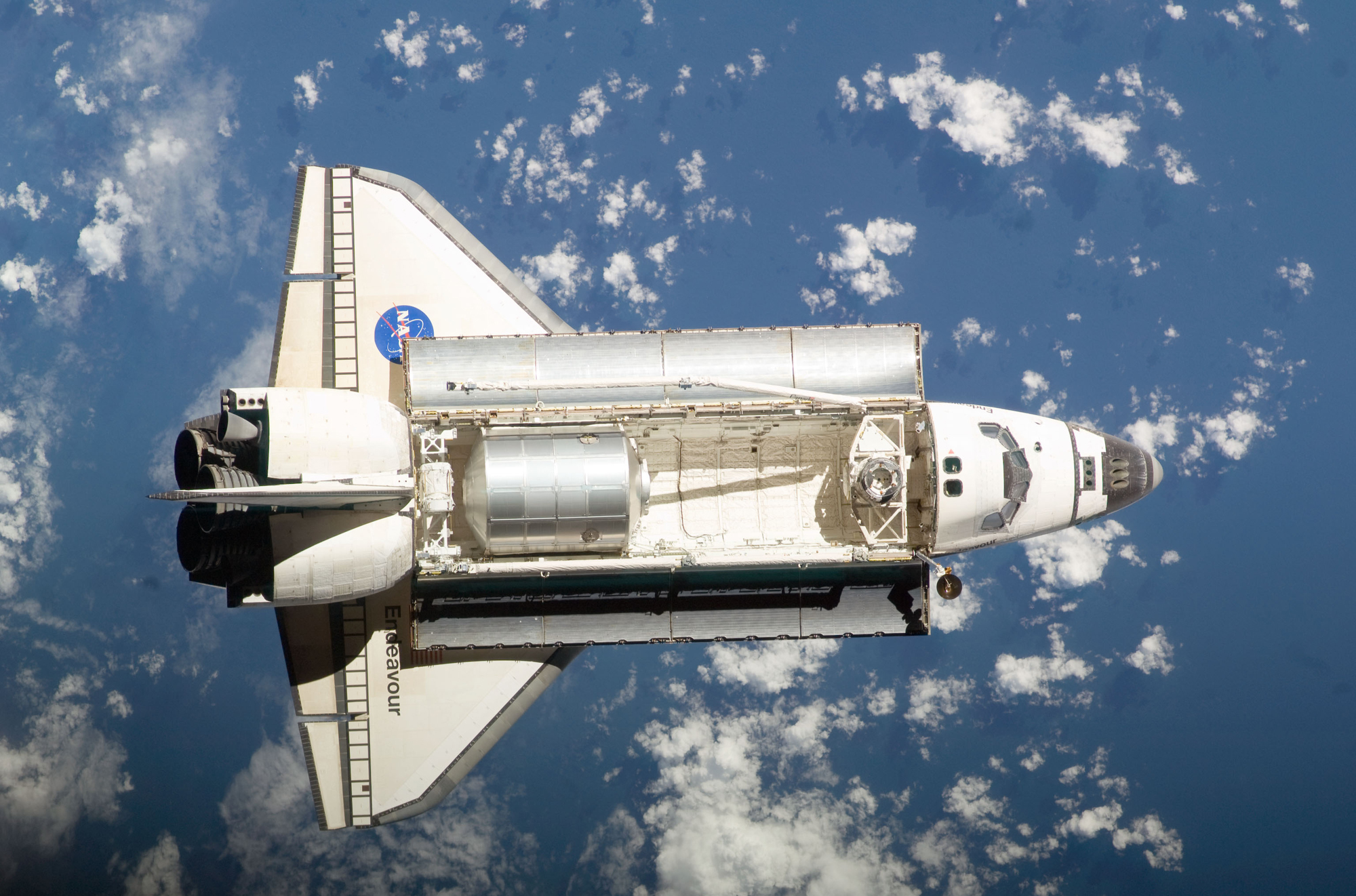
Prom Endeavour z otwartym lukiem bagażowym, zbliżający się do ISS, podczas misji STS-126 (16 listopada 2008), przed dokowaniem, w którym w ładowni znajduje się 6,5-metrowy włoski kontener logistyczny Leonardo

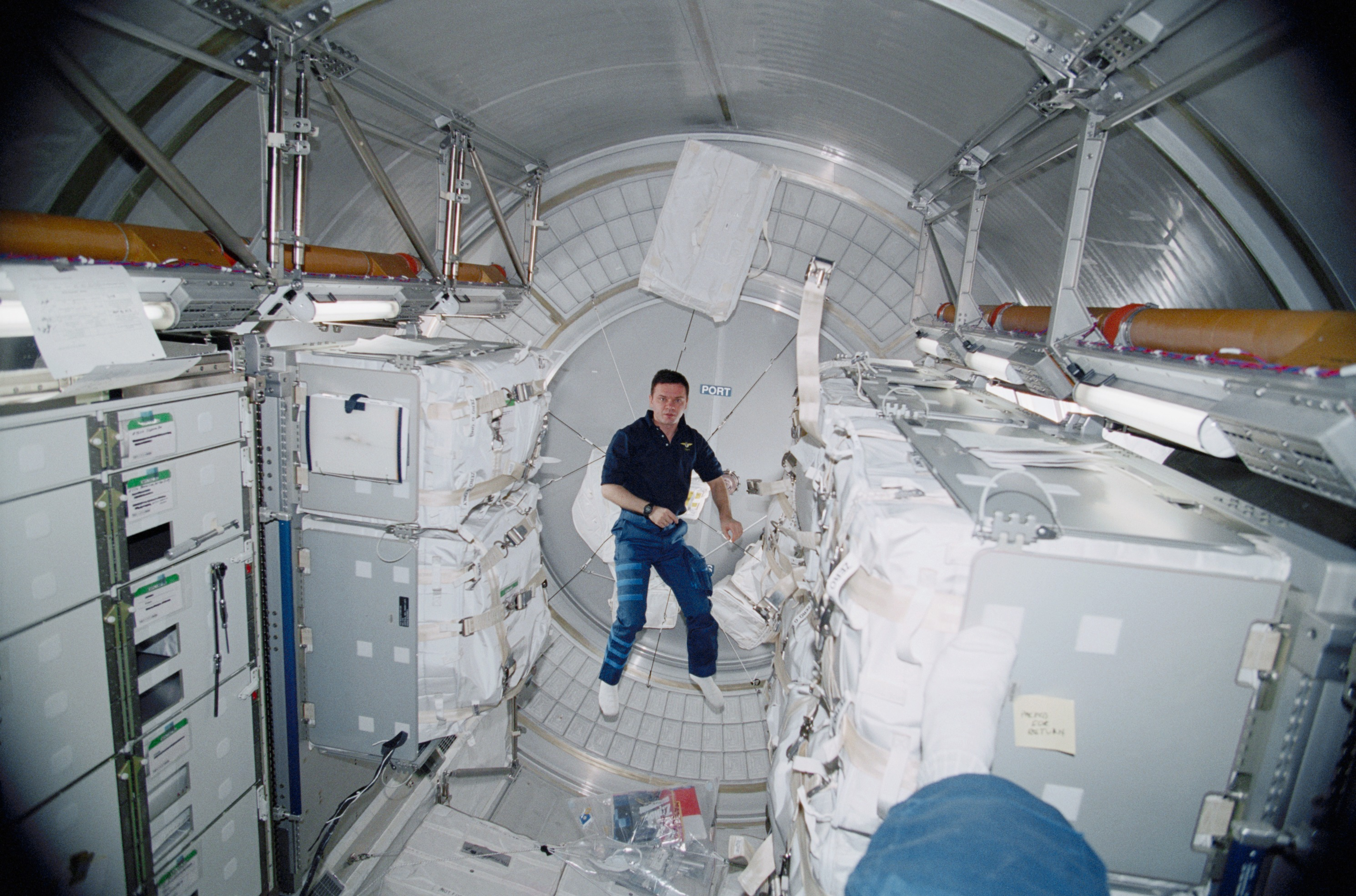
Kosmonauta Jurij P. Gidzenko wewnątrz modułu Leonardo (21 marca 2001).

Wielofunkcyjny Moduł Logistyczny (MPLM z ang. Multi-Purpose Logistics Module) – duży hermetyczny kontener używany w misjach zaopatrzeniowych amerykańskich wahadłowców do przewozu ładunków do/z Międzynarodowej Stacji Kosmicznej (ISS). Moduł był wynoszony na orbitę w ładowni wahadłowca i na czas trwania misji dołączany do jednego z wolnych węzłów cumowniczych Unity, następnie wyładowywano z niego narzędzia i sprzęt potrzebny na stacji, a umieszczano w nim zużyte elementy stacji i odpadki. Na koniec misji moduł wracał do ładowni wahadłowca.
Powstały trzy bliźniacze moduły logistyczne, które nazwano: Leonardo, Raffaello i Donatello.
W porównaniu do statków Progress, MPLM oferują dużo większą objętość magazynową, przez co pozwalają na przewożenie większych elementów wchodzących w skład zaopatrzenia. Jego wyposażenie stanowi m.in. 16 regałów, w tym specjalne zamrażarki do przewożenia próbek doświadczeń. MPLM może przewozić około 9 ton ładunku użytecznego. Żaden z modułów nie posiada własnego systemu zasilania, natomiast każdy z nich jest hermetyczny, utrzymujący sztuczną atmosferę na czas lotu na orbitę oraz na czas powrotu na Ziemię (maksymalnie MPLM może pozostawać na orbicie do 16 dni – będąc przyłączonym do ISS).
Po misji STS-131 MPLM Leonardo został przebudowany w Stały Moduł Wielofunkcyjny (PMM – Permanent Multipurpose Module), który poleciał wraz z misją STS-133 (ostatni lot promu Discovery). Wśród wprowadzonych zmian znalazły się wzmocnione osłony modułu chroniące przed uderzeniami mikrometeoroidów. Przebudowa pozwoliła na stałe połączenie z ISS przez nieograniczony czas - tym samym PMM pełnił funkcję dodatkowego magazynu na ISS.
MPLM zostały zbudowane na zlecenie NASA przez Włoską Agencję Kosmiczną (ASI) i są własnością strony amerykańskiej. W rozliczeniu ASI otrzymała dostęp do części należącego do USA czasu badawczego na ISS. Sama idea powstania modułu zrodziła się jeszcze w fazie projektowania nigdy nie powstałej Stacji Kosmicznej Freedom. Pierwotnie projekt miał zrealizować Boeing, ale w 1992 r. ASI ogłosiła gotowość podjęcia się tego typu projektu. Wstępne plany zostały zmienione i w 1993 r. powstał projekt tego modułu w dwukrotnie większej wersji, który ostatecznie zaakceptowano. Budowę Leonardo rozpoczęto w kwietniu 1996 r. w fabryce Alenia Aerospazio w Turynie. Został on dostarczony do KSC w sierpniu 1998 r. samolotem Airbus Beluga. Raffaello dostarczono w sierpniu 1999 r., a Donatello w lutym 2001 r.
Moduł Donatello nie został nigdy użyty do lotu, a niektóre z jego części zostały wykorzystane do przebudowy modułu Leonardo w PMM.
Sam MPLM ma formę cylindrycznej hermetyzowanej dużej puszki, mającej 6,4 m długości i 4,6 m średnicy. Objętość wynosi 31 m³. Pusty ma masę 4082 kg, ale może dostarczać 9,1 ton towarów.

## Misje zakończone
| Data startu       | Misja   | Wahadłowiec | MPLM         |
| ----------------- | ------- | ----------- | ------------ |
| 8 marca 2001      | STS-102 | Discovery   | Leonardo     |
| 19 kwietnia 2001  | STS-100 | Endeavour   | Raffaello    |
| 10 sierpnia 2001  | STS-105 | Discovery   | Leonardo     |
| 5 grudnia 2001    | STS-108 | Endeavour   | Raffaello    |
| 5 czerwca 2002    | STS-111 | Endeavour   | Leonardo     |
| 26 lipca 2005     | STS-114 | Discovery   | Raffaello    |
| 4 lipca 2006      | STS-121 | Discovery   | Leonardo     |
| 14 listopada 2008 | STS-126 | Endeavour   | Leonardo     |
| 29 sierpnia 2009  | STS-128 | Discovery   | Leonardo     |
| 5 kwietnia 2010   | STS-131 | Discovery   | Leonardo     |
| 24 lutego 2011    | STS-133 | Discovery   | Leonardo PMM |
| 8 lipca 2011      | STS-135 | Atlantis    | Raffaello    |

## Dane techniczne
- Długość: 6,4 m
- Średnica: 4,57 m
- Masa pustego modułu (bez ładunku): 4082 kg
- Masa modułu z pełnym załadunkiem: 13 154 kg
- Masa ładunku użytecznego: 9100 kg